# المحمدية (كفر سعد)
المحمدية هي إحدى قرى مركز كفر سعد التابع لمحافظة دمياط بجمهورية مصر العربية.